# 타이양빙

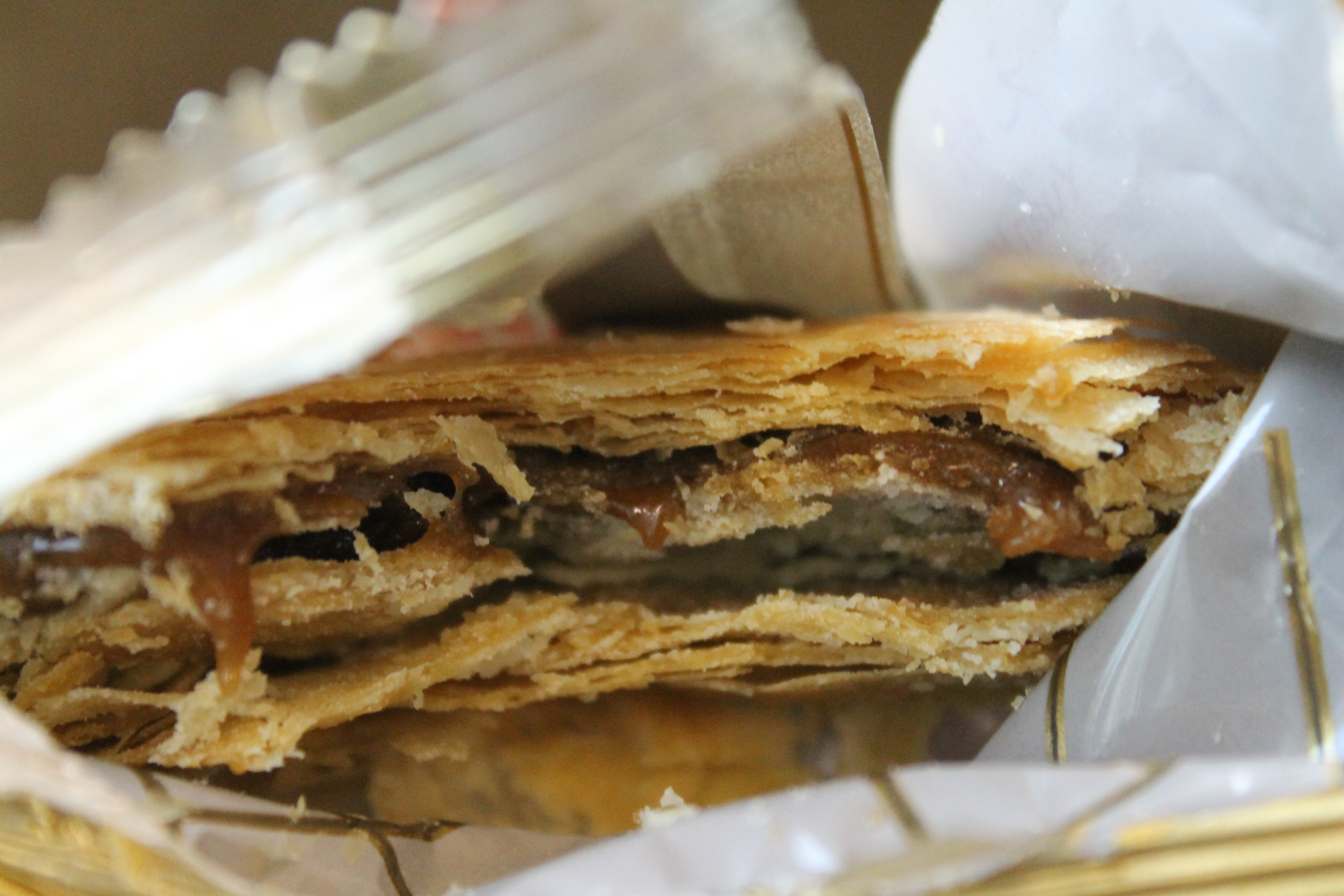

타이양빙(중국어 정체자: 太陽餅, 병음: tàiyángbǐng)은 타이완 타이중시의 구운 과자이다. 원래 대만 중부의 타이중 시에서 유래된 인기 있는 대만 디저트이다. 전형적인 충전재는 맥아당(응축 맥아당)으로 이루어져 있으며, 방문객을 위한 기념품으로 특별한 선물 상자에 넣어 판매되는 경우가 많다. 일부 유명 타이양빙 가게에는 박스형 타이양빙을 사기 위해 항상 사람들이 길게 늘어서 있다.
타이양빙은 둥글며 크기가 다양할 수 있다. 이것들은 벗겨지기 쉬운 껍질을 특징으로 한다. 대부분의 사람들은 차와 함께 먹으며, 어떤 사람들은 뜨거운 물에 녹여 죽 같은 디저트를 만들어 먹는다.

## 같이 보기
- 월병
- 로우포벵
- 대만 요리